# Християнсько-демократичний союз (Україна)

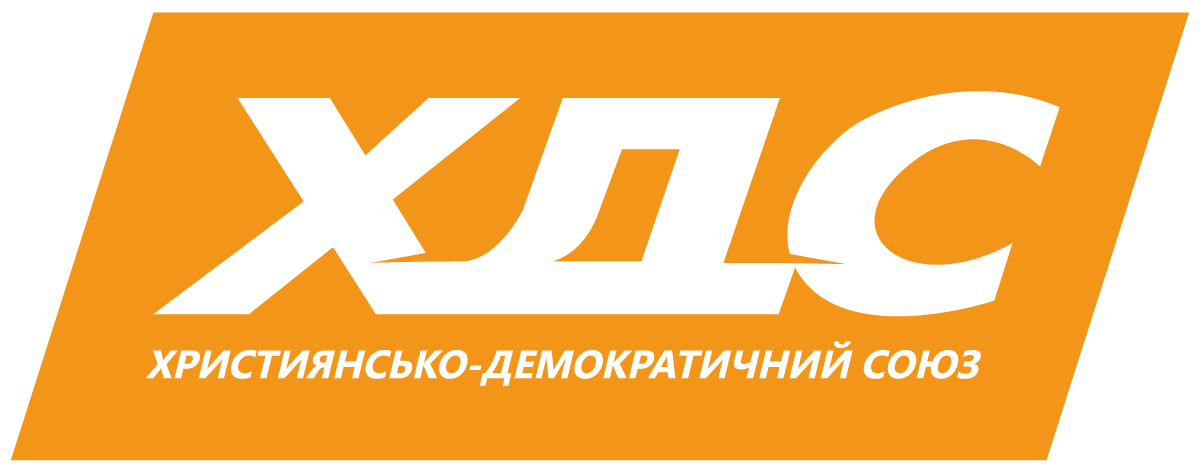
Логотип партії (2020)

ХРИСТИЯНСЬКО-ДЕМОКРАТИЧНИЙ СОЮЗ — українська консервативна, права політична партія, створена 8 лютого 1997 року в Києві.
Ідеологія Християнсько-Демократичного Союзу – унікальний симбіоз, який поєднав у собі класичні цінності Християнської демократії та особливості Українського консерватизму, породивши політичну течію, метою якої є об’єднання Українства в єдиний національний суспільно-духовний Український Світ.

## Історія Християнсько-демократичного союзу
У 2003 році відбувся VI позачерговий з'їзд партії Християнсько-Народний Союз (ХНС), на якому до складу партії влились представники инших партій Християнсько-демократичного спрямування, а саме Християнсько-демократичної партії України (ХДПУ), Української Християнсько-Демократичної партії (УХДП) і Всеукраїнського об'єднання Християн (ВОХ).
Делегати цього з'їзду ухвалили рішення про зміну назви партії на Християнсько-Демократичний Союз (ХДС).
З 1998 року ХДС бере участь у парламентських й президентських виборах в Україні.
З 2001 року ХДС активний учасник передвиборчого блоку «Наша Україна». У його ж складі у 2002 році представники ХДС потрапили до Верховної Ради України, де створено депутатську ґрупу.
З 2 грудня 2002 року ХДС входить до Інтернаціоналу народних і християнсько-демократичних партій.
У 2006 році ХДС знову бере участь у парламентських виборах у складі виборчого блоку «Наша Україна».
15 квітня 2007 року на міжпартійному з'їзді політичних партій «Народна Самооборона» і Християнсько-Демократичного Союзу був створений виборчий блок «Народна самооборона» Юрія Луценка. 5 липня 2007 року до блоку долучилися інші політичні сили і блок отримав назву «Наша Україна — Народна самооборона».
12 червня 2009 року на 5-й Генеральній Асамблеї Європейського Християнського Політичного Руху/ECPM у Берні, Швайцарія, партію Християнсько-Демократичний Союз було прийнято до складу Європейського Християнського Політичного Руху.
Уперше самостійно ХДС взяв участь у місцевих виборах 2010 року. За результатами цих виборів, депутатами органів місцевого самоврядування стало близько 320 представників ХДС. В органах місцевого самоврядування ХДС представляли: два мера (міста Біла Церква і Генічеськ), тридцять п’ять депутатів міськрад, шістдесят чотири депутати районних рад, сімнадцять сільських і селищних голів, двісті чотири депутати сільських й селищних рад.
ХДС також взяв участь у місцевих виборах 2015 року.
У місцевих виборах 2020 року Християнсько-Демократичний Союз бере участь у ряді областей України.
Друкований орган партії – ґазета «Християнський Демократ».

## Лідери ХДС
Керівні статутні органи – З'їзд і Політична Рада Християнсько-Демократичного Союзу.
Очолює Політичну раду Християнсько-Демократичного Союзу – Голова Християнсько-Демократичного Союзу.
- - Голова ХДС – Петро-Андрій Власійчук
  - Голова Виконавчого комітету ХДС – Володимир Луцький